# 1月17日
1月17日是公历（平年）年的第17天，离一年的结束还有348天（闰年是349天）。

## 大事记

### 20世紀以前
- 前154年：西汉七国之乱。
- 395年：羅馬帝國皇帝狄奧多西一世在米蘭逝世，其後帝國疆域分成西部和東部。
- 1377年：亞維農教廷期的最後一任教皇額我略十一世從亞維農出發，經過四個月的旅程後進入羅馬，教皇職位回到原來的城市。
- 1562年：法國國王查理九世和攝政凱薩琳·德·麥地奇頒布停止宗教迫害的《聖日耳曼赦令》。
- 1773年：英國探險家詹姆士·庫克的決心號在第二次探險途中，創下橫跨南極圈的紀錄。
- 1893年：勞倫·A·瑟斯頓和安全委員會發動政變，推翻夏威夷王國女王利留卡拉尼。

### 20世紀
- 1904年：俄罗斯剧作家安东·契诃夫的最后一部戏剧《樱桃园》在莫斯科艺术剧院首次演出。
- 1912年：英国探险家罗伯特·斯科特率领的探险队到达南极点，仅比第一支到达南极点的罗尔德·亚孟森率领的探险队迟了35天。
- 1917年：丹麥同意以2,500萬美元將丹屬西印度群島地區售予美國，後來發展為美屬維京群島。
- 1920年：美國開始實施憲法第十八修正案，即「美國禁酒令」。
- 1929年：美國漫畫家E·C·西格創造的漫畫角色「大力水手」在報刊連環漫畫首次出現。
- 1931年：中国共产党领导的左翼作家联盟中五位作家柔石、李求实、殷夫、胡也频、冯铿於中国国民党的大搜捕中在上海被捕。
- 1933年：中华苏维埃共和国政府领导人毛泽东、朱德发表《为反对日本帝国主义侵入华北，愿在三个条件下与全国各军队共同抗日宣言》。
- 1945年：二战中苏联军队占领波兰首都华沙。
- 1945年：瑞典驻匈牙利大使馆外交官劳尔·瓦伦堡在被苏联军队扣押后失踪。
- 1946年：联合国安全理事会第一次会议在英国伦敦举行。
- 1948年：印度尼西亞民族革命：荷蘭與印尼共和國之間的《倫維爾協議》獲得批准，此協議旨在解決1946年《林加賈蒂協議（英语：Linggadjati Agreement）》所引起的糾紛，但最終未能成功。
- 1951年：镇压反革命运动：毛泽东批示中共中央中南局转来的湘西“镇反”报告，湘西准备继续处决反革命“这个处置是很有必要的”，新解放区要“要大杀几批”。
- 1961年：在美國和比利時政府密謀下，剛果共和國前總理帕特里斯·盧蒙巴在遭到殺害。
- 1979年：第二次石油危机。
- 1987年：中国学者方励之、王若望、刘宾雁因参与资产阶级自由化运动，被中国共产党开除出党。
- 1991年：在聯合國授權下，以美國為首的多國部隊對入侵科威特的伊拉克軍隊發動空襲。
- 1994年：美國加州洛杉矶發生6.7級強烈地震。
- 1995年：日本神戶市淡路島近岸發生Mj7.3的強烈地震，造成超過6,000多人死亡和10兆日圓的損失。
- 1999年：美國加利福尼亞州小西貢的一家音像出租店店主展示胡志明的圖像，引發一系列抗議活動。

### 21世紀
- 2007年：末日之鐘的分針被撥快2分鐘，距離子夜（核戰爆發）僅剩下5分鐘。
- 2008年：由北京首都國際機場出發的英國航空38號班機在希斯路機場降落時發動機失效，墜毀於跑道頭，事故中無人死亡，涉事客機成為第一架因事故報廢的波音777。
- 2012年：桃園縣楊梅市發生平交道事故，司機蔡崇輝為了保護列車上的乘客而死守駕駛座煞車，撞擊砂石車死亡。
- 2018年：香港恒生指數以31983.41點歷史高位收市，成功突破2007年10月30日創下的31958.41點高位。
- 2020年：美國猶他州發生槍擊案，導致4人身亡。[1]
- 2023年：經越南共產黨中央委員會批准，阮春福辭去越南國家主席、越共中央政治局委員等職務，有分析指與越共中央總書記阮富仲發起的反貪腐運動有關[2]。

## 出生
- 1091年：秦檜，宋朝宰相。（1155年逝世）
- 1463年：腓特烈三世，神圣罗马帝国萨克森选侯。（1525年逝世）
- 1501年：萊昂哈特·福克斯，德國植物學家、醫生。（1566年逝世）
- 1504年：教宗庇護五世，羅馬主教。（1572年逝世）
- 1612年：托马斯·费尔法克斯，英国军事家。（1671年逝世）
- 1706年：本杰明·富兰克林，美国政治家、科学家。（1790年逝世）
- 1732年：斯坦尼斯瓦夫·奧古斯特，波蘭國王、立陶宛大公。（1798年逝世）
- 1739年：約翰·克里斯蒂安·丹尼爾·馮·施雷貝爾，德國博物學家。（1810年逝世）
- 1747年：諫早茂圖，日本江戶時代武士。（1815年逝世）
- 1763年：弗朗茨·馮·瓦爾塞格，德國貴族。（1827年逝世）
- 1800年：閔致祿，朝鮮王朝官員。（1858年逝世）
- 1820年：安妮·勃朗特，英国作家。（1849年逝世）
- 1857年：欧仁·奥古斯丁·洛斯特，法国发明家。（1935年逝世）
- 1860年：德格拉斯·海德，愛爾蘭語言學家、政治人物，首任愛爾蘭總統。（1949年逝世）
- 1863年：戴维·劳合·乔治，英国政治人物，第52任英国首相。（1945年逝世）
- 1867年：卡尔·拉姆勒，美国环球影业创始人。（1939年逝世）
- 1871年：戴维·贝蒂，英国海军元帅。（1936年逝世）
- 1878年：陳其美，中華民國早期政治人物，革命元勳。（1916年逝世）
- 1886年：格伦·卢瑟·马丁，美国格伦·L·马丁公司的创建者。（1955年逝世）
- 1899年：艾爾·卡彭，美國黑幫份子、商人，芝加哥犯罪集團創始人。（1947年逝世）
- 1909年：唐君毅，中国哲學家、教育家。（1978年逝世）
- 1911年：喬治·斯蒂格勒，美國經濟學家，1982年諾貝爾經濟學獎得主。（1991年逝世）
- 1914年：霍華德·萊文，美國統計學家、遺傳學家。（2003年逝世）
- 1915年：馬識途，中國作家。（2024年逝世）
- 1922年：貝蒂·懷特，美國演員，葛萊美獎及艾美獎得主。（2021年逝世）
- 1922年：路易斯·埃切韦里亚，墨西哥政治人物，第50任墨西哥总统。（2022年逝世）
- 1931年：詹姆斯·厄爾·瓊斯，美國男演員。（2024年逝世）
- 1934年：悉達·華爾頓，美國音樂家（2013年逝世）
- 1935年：露絲·安·明納，美國政治家，前任德拉瓦州州長，美國歷史上任職時間最長的女州長（2021年逝世）
- 1937年：阿蘭·巴迪歐，法國哲學家
- 1939年：王小東，中國建築師
- 1940年：年廣九，中國企業家。（2023年逝世）
- 1940年：米爾恰·斯涅古爾，摩爾多瓦政治人物，首任摩爾多瓦總統。（2023年逝世）
- 1940年：陳方安生，香港政府官員，曾任香港政務司司長。
- 1942年：穆罕穆德·阿里，美国拳击运动员。（2016年逝世）
- 1943年：勒内·普雷瓦尔，海地政治人物，前任海地总统。（2017年逝世）
- 1943年：黃婉秋，中國女演員。（2023年逝世）
- 1944年：豬口孝，日本政治學者。
- 1948年：戴维·奥德森，冰島政治人物，前任冰岛总理。
- 1949年：梁鳳儀，香港企業家、作家。
- 1949年：桑德拉·梅森，巴貝多政治人物，現任巴貝多總統。
- 1952年：坂本龍一，日本作曲家、鋼琴家、歌手、唱片製作人、演員。（2023年逝世）
- 1954年：小羅伯特·甘迺迪，美國環境律師、政治家、作家
- 1955年：小山茉美，日本女性聲優。
- 1955年：張國立，中國男演員。
- 1955年：梅納西·索加瓦雷，索羅門群島政治人物，前任索羅門群島總理。
- 1955年：卡塔林·考里科，匈牙利-美國生物化學家，2023年諾貝爾生理學或醫學獎得主
- 1957年：橫山秀夫，日本小說家。
- 1959年：山口百惠，日本演員、歌手。
- 1959年：李慶安，臺灣政治人物。
- 1959年：吳宗憲，臺灣政治人物。
- 1962年：金·凯瑞，加拿大裔美国演員。
- 1963年：于爾根·施密德胡伯，德國計算機科學家，被譽為「現代AI之父」及「深度學習之父」。
- 1964年：，美國政治人物，前美國第一夫人。
- 1966年：小島伸幸，日本足球運動員。
- 1966年：森川讓次，日本漫畫家。
- 1967年：宋康昊，韩国男演员。
- 1969年：許立明，臺灣政治人物、前任高雄市代理市長。
- 1969年：提雅斯多，荷兰DJ。
- 1969年：納文·安德魯斯，印度裔英國－美國男演員
- 1971年：理查德·伯恩斯，英国拉力赛车手。（2005年逝世）
- 1971年：工藤夕貴，日本女演員。
- 1971年：搖滾小子，美國搖滾、嘻哈歌手。
- 1972年：康輝，中國電視主持人。
- 1972年：平井坚，日本男歌手。
- 1972年：拉法·佐薩斯科斯基，波蘭政治人物。
- 1973年：阿保剛，日本遊戲音樂作曲家。
- 1973年：庫奧特莫克·白蘭高，墨西哥足球運動員。
- 1974年：杨晨，中国足球运动員。
- 1974年：大杉宜弘，日本动画导演。
- 1975年：李玟，華裔美國女歌手、演員。（2023年逝世）
- 1977年：，澳大利亞編劇、演員、製片、導演
- 1978年：鈴平裕，日本插畫家。
- 1979年：陳敏之，香港演員、歌手。
- 1980年：柔伊·黛絲香奈，美國演員、歌手。
- 1981年：前田有紀，日本電視主持人。
- 1982年：德韦恩·韦德，美國職業籃球運動員。
- 1982年：黃倫碩，韓國男歌手，Fly to the Sky成員。
- 1983年：阿尔巴罗·阿贝罗阿，西班牙足球運動員。
- 1984年：凱文·哈里斯，英國DJ。
- 1985年：強仁，韓國男子偶像團體Super Junior成員。
- 1986年：買嘉儀，台灣棒球運動選手。
- 1987年：陽岱鋼，台灣棒球運動選手
- 1988年：FKA Twigs，英國女歌手、詞曲作家。
- 1989年：陳浚霆，香港男藝人。
- 1989年：張莉，中國女子標槍運動員。
- 1989年：凱莉·瑪麗·陳，越南裔美國演員。
- 1990年：松村香織，日本女性偶像藝人。
- 1991年：毛嘉康，中國足球員。
- 1991年：崔佛·鮑爾，美國職業棒球運動員。
- 1992年：袁冰妍，中国女演員。
- 1992年：高艺，马来西亚女演員、大律师。
- 1993年：方星穎，台灣演員。
- 1994年：上田麗奈，日本聲優、歌手。
- 1994年：露西·波頓，英國女演員。
- 1994年：薩佳·阿里，巴基斯坦女演員。
- 1996年：克劳斯·梅凯莱，芬蘭指揮家。
- 1996年：慧成，韓國男子偶像團體VANNER成員。
- 1997年：傑克·保羅，美國男演員。
- 1997年：查瑞夫拉·強德蘭，英國女演員。
- 2000年：姜澯熙，韓國男子偶像團體SF9成員。
- 2001年：恩佐·费尔南德斯，阿根廷男子足球運動員。
- 2002年：金Samuel，韓國男歌手、演員。
- 2006年：林榮希，香港籃球運動員

## 逝世
- 395年：狄奧多西一世，罗马帝国皇帝。（347年出生）
- 643年：魏徵，唐朝政治家。（580年出生）
- 1345年：馬蒂諾·扎卡里亞，希俄斯領主（英语：Lordship of Chios）（生年不詳）
- 1468年：斯坎德培，阿尔巴尼亚民族英雄。（1405年出生）
- 1588年：戚繼光，明代抗倭將領、軍事家。（1528年出生）
- 1598年：费奥多尔一世，俄国沙皇，伊凡四世之子。（1557年出生）
- 1751年：托马索·阿尔比诺尼，意大利巴洛克作曲家。（1671年出生）
- 1874年：暹羅雙胞胎，泰国连体双胞胎。（1811年出生）
- 1881年：汉弗莱·劳埃德，英国物理学家。（1800年出生）
- 1884年：赫爾曼·施萊格爾，德國鳥類學家、爬蟲兩棲類學家。（1804年出生）
- 1889年：胡安·蒙塔爾沃，厄瓜多作家、外交官。（1832年出生）
- 1893年：拉瑟福德·伯查德·海斯，美國律師、政治人物，第19任美國總統。（1822年出生）
- 1911年：法蘭西斯·高爾頓，英國博學家。（1822年出生）
- 1927年：朱丽叶·戈登·洛（英语：Juliette Gordon Low），美国女童子军的创立者。（1860年出生）
- 1939年：钱玄同，中国语言文字学家。（1887年出生）
- 1942年：瓦爾特·馮·賴歇瑙，德國陸軍將領（1884年出生）
- 1952年：A·W·白克，英國遠東商人，祥茂洋行合夥人（1873年出生）
- 1961年：竹鶴麗塔，蘇格蘭裔日本企業家（1896年出生）
- 1961年：帕特里斯·卢蒙巴，刚果民主共和国首任总理（1925年出生）
- 1964年：特倫斯·韓伯瑞·懷特，英國作家。（1906年出生）
- 1987年：羅德信，天主教在澎湖地區發展初期的重要人物。（1915年出生）
- 1991年：奥拉夫五世，挪威国王。（1903年出生）
- 1996年：安珀·海格曼，美国一名遭到綁架並被殺害的女孩。（1986年出生）
- 1997年：克莱德·汤博，美国天文学家，冥王星发现者。（1906年出生）
- 1997年：左，香港導演、編劇。（1916年出生）
- 2002年：卡米洛·何塞·塞拉，西班牙作家。（1916年出生）
- 2005年：赵紫阳，前中华人民共和国国务院总理，中国共产党中央委员会总书记。（1919年出生）
- 2008年：布萊德·藍佛，美国演員。（1982年出生）
- 2008年：鮑比·菲舍爾，美国国际象棋选手、前國際象棋世界冠軍。（1943年出生）
- 2010年：鄉里大輔，日本男性聲優。（1952年出生）
- 2012年：蔡崇輝，台铁司机、太魯閣號駕駛。（1961年出生）
- 2015年：Origa，俄羅斯歌手。（1970年出生）
- 2020年：德里克·福德斯，英國演員[3]（1937年出生）
- 2022年：馮德英，中國作家。（1935年出生）
- 2022年：比約恩·納提科·林德布勞，瑞典經濟學家、佛教僧侶。（1961年出生）
- 2023年：露西爾·朗東，法國修女、超級人瑞。（1904年出生）
- 2023年：梁晉才，中國工程師。（1927年出生）
- 2025年：丹尼斯·勞，蘇格兰職業足球運動員。（1940年出生）
- 2025年：彭薩勒瑪·奧其爾巴特，蒙古政治人物，首任蒙古總統。（1942年出生）
- 2025年：符月华，百色祈福高级中学性侵事件中的受害者，因重度抑郁症而烧炭自杀。[4]（2002年出生）

## 节假日和习俗
- 天主教會：聖安東尼慶節